# لحية التيس كراتي الورق
لحية التيس كُرَّاتي الورق أو ذنب الفرس هو نبات يزرع لزهور الزينة وجذوره المأكولة. ينمو أيضًا في البرية في العديد من الأماكن وهو أحد أكثر الأنواع المعروفة على نطاق واسع من جنس لحية التيس.